# Нефтегазоносный бассейн
Нефтегазоносный бассейн — площадь непрерывного или островного распространения нефтяных, газовых или газоконденсатных месторождений, значительная по размерам или запасам полезного ископаемого.
Нефтегазоносные бассейны подразделяются на нефтегазоносные районы. Нефтегазоносные районы подразделяются на зоны или ареалы нефтегазоносности. Зоны или ареалы нефтегазоносности подразделяются на нефтегазовые месторождения. Нефтегазовые месторождения подразделяются на нефтяные и газовые залежи или нефтяные и газовые горизонты.

## Океанические, морские и шельфовые нефтегазоносные бассейны

### Северный Ледовитый океан
- Северо-Аляскинский нефтегазоносный бассейн
- Нефтегазоносный бассейн дельты реки Макензи — моря Бофорта
- Свердрупский нефтегазоносный бассейн

### Северная Атлантика
- Норвежский нефтегазоносный бассейн

### Средиземное море

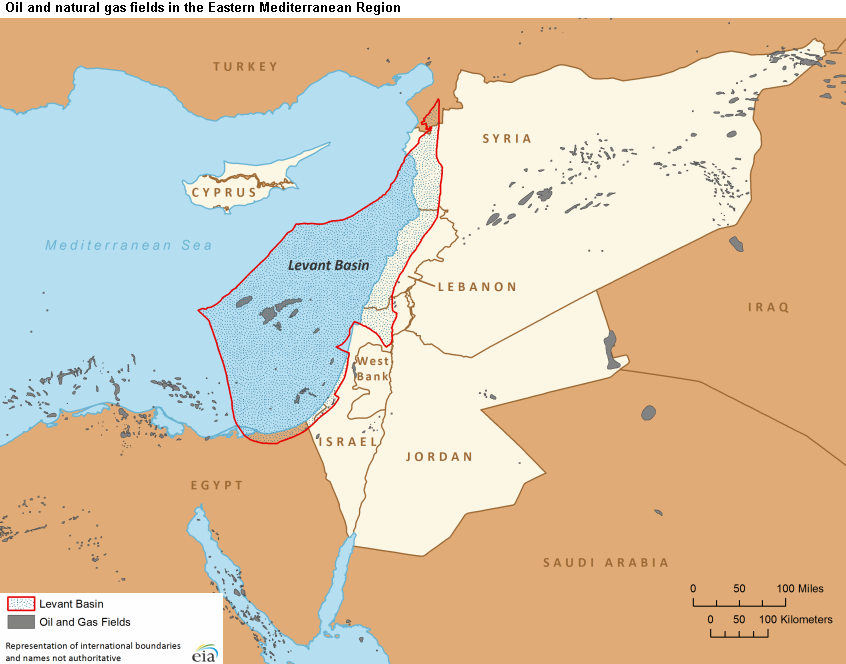
Схема бассейна «Левант» по данным EIA, США.

- Левантийский нефтегазоносный бассейн

### Северная Америка
- Пермский бассейн